# 松本良夫 (実業家)
松本 良夫（まつもと よしお、1942年4月17日 - ）は、日本の経営者。熊谷組社長を務めた。

## 経歴
山梨県出身。1966年に東京大学農学部を卒業し、同年に熊谷組に入社。
1996年6月に同社取締役に就任し、1997年4月に常務を経て、同年11月に社長に就任。
2000年10月に債権放棄における責任を取る形で社長を辞任。